# Luc Borrelli
Pour les articles homonymes, voir Borrelli.
Luc Borrelli, né le 2 juillet 1965 à Marseille et mort le 3 février 1999 à Molphey (Côte-d'Or), était un footballeur français. Gardien de but réputé pour ses qualités humaines, il a connu plusieurs clubs français, en première et deuxième division.

## Carrière
Luc Borrelli, qui mesurait 1,83 m pour 75 kg, est découvert à l'ASPTT Marseille, son club formateur. Il fut l'un des premiers gardiens issus d'une formation spécifique, celle initiée par Robert Thibes dans les années 1970 pour la formation des gardiens[réf. nécessaire].
Il découvre la première division au SC Toulon, où il arrive en 1986. Il s'impose progressivement comme le titulaire du poste, jusqu'en 1993 où il quitte le club, à la suite de sa relégation.
Borrelli est alors recruté par le Paris Saint-Germain, comme doublure de Bernard Lama. Titulaire pour la seule coupe de la Ligue 1994-1995, il remporte la compétition en finale face au SC Bastia. 
Après deux saisons dans la capitale, il est transféré au SM Caen, tout juste relégué en deuxième division, avec lequel il remporte le championnat dès la première saison. Le club est de nouveau relégué la saison suivante. En février 1997, il reçoit la médaille de bronze pour acte de courage et de dévouement après s'être jeté dans l'eau glacée d'un canal à Bénouville (Calvados), pour tenter de sauver un homme qui voulait se suicider. Après trois saisons comme titulaire en Normandie, il décide de rejoindre l'Olympique lyonnais. Pour son dernier match au stade Michel-d'Ornano avec le SM Caen, il inscrit un but sur pénalty face au FC Gueugnon (victoire 4-0).
En juin 1998, Borrelli s'engage avec l'OL pour devenir la doublure de Grégory Coupet, et que ce dernier accède à l'équipe de France,. Il ne jouera aucun match. 

### Mort et hommages

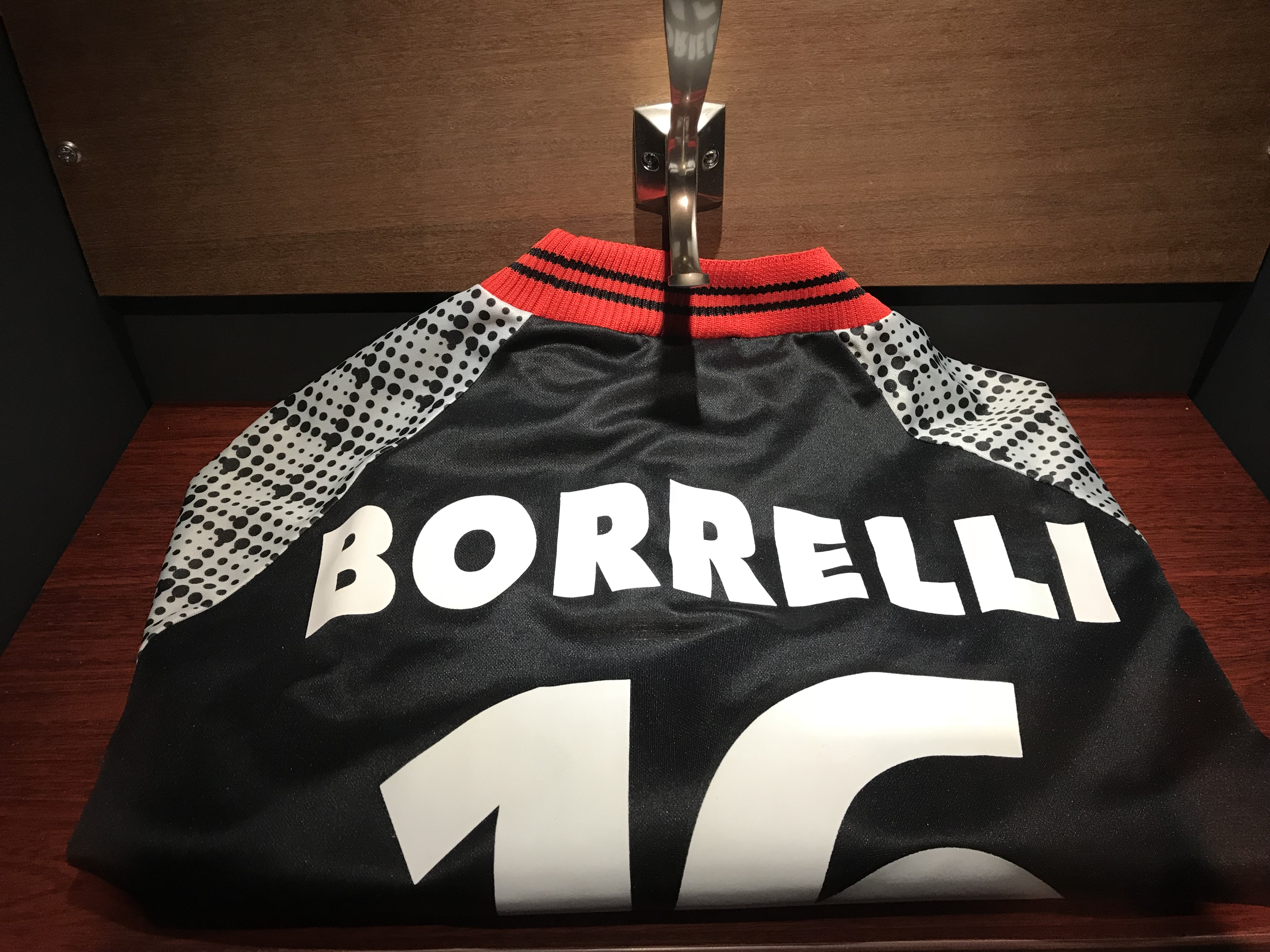
Maillot de Luc Borrelli à OL Le musée.

Le 3 février 1999, il meurt dans un accident de la route, après que son véhicule dont il était le seul occupant s'est encastré à grande vitesse sous un camion et enflammé sur la RN6 à hauteur de Molphey (Côte-d'Or),. Ses obsèques ont lieu à l'église Notre-Dame-des-Neiges de Bonneveine (Marseille) où 2 000 personnes sont venues lui rendre un dernier hommage. Famille, amis, anonymes et personnalités du football sont présentes comme Bernard Lama, Daniel Bravo, Patrick Blondeau, Marcel Dib et Michel Denisot. Il est ensuite inhumé au cimetière Saint-Pierre de Marseille. Marié, il était père d'une fille et d'un garçon (âgés de 8 et 5 ans lors de son décès).
Le 6 février 1999, lors du match Olympique lyonnais contre l'AS Nancy-Lorraine, une minute de silence est observée au stade de Gerland où « l'atmosphère était lourde quasi irrespirable », si bien qu'Alain Caveglia « ne pourra contenir son émotion ».
Lors de la saison 1999-2000, le SC Toulon donne son nom à une des tribunes du stade de Bon Rencontre à la suite de son décès
L'Olympique lyonnais retire pendant un temps le numéro 16 de l'effectif. En mai 2001, lors de la finale de la Coupe de la Ligue entre l'AS Monaco et l'Olympique lyonnais, Grégory Coupet porte le maillot de Borrelli lors de l'échauffement pour lui rendre hommage. 
En septembre 2003, le SM Caen rebaptise la tribune Populaire B en tribune Luc Borrelli au stade Michel-d'Ornano.
Depuis 2001, sa famille organise chaque année des stages de football pour des jeunes joueurs de champ et gardiens de but âgés de 6 à 16 ans, dans la commune de Sainte-Tulle (Alpes-de-Haute-Provence). Son frère Franck Borrelli déclare :
« Avec mon frère, nous avions, depuis longtemps, le projet de créer un stage de football pour les jeunes. Après sa disparition, nous avons décidé, en famille, d'aller au bout de ce projet en sa mémoire. »
Ces stages sont parrainés par de nombreux joueurs professionnels.

## Statistiques
| Saison                | Club                  | Championnat           | Championnat | Championnat | Coupe(s) nationale(s) | Coupe(s) nationale(s) | Total | Total |
| Saison                | Club                  | Division              | M.          | B.          | M.                    | B.                    | M.    | B.    |
| 1986-1987             | SC Toulon             | Division 1            | 7           | 0           | -                     | -                     | 7     | 0     |
| 1987-1988             | SC Toulon             | Division 1            | 10          | 0           | 2                     | 0                     | 12    | 0     |
| 1988-1989             | SC Toulon             | Division 1            | 7           | 0           | -                     | -                     | 7     | 0     |
| 1989-1990             | SC Toulon             | Division 1            | 19          | 0           | 2                     | 0                     | 21    | 0     |
| 1990-1991             | SC Toulon             | Division 1            | 25          | 0           | 2                     | 0                     | 27    | 0     |
| 1991-1992             | SC Toulon             | Division 1            | 38          | 0           | 2                     | 0                     | 40    | 0     |
| 1992-1993             | SC Toulon             | Division 1            | 37          | 0           | 1                     | 0                     | 38    | 0     |
| Sous-total            | Sous-total            | Sous-total            | 143         | 0           | 9                     | 0                     | 152   | 0     |
| 1993-1994             | Paris Saint-Germain   | Division 1            | 2           | 0           | -                     | -                     | 2     | 0     |
| 1994-1995             | Paris Saint-Germain   | Division 1            | 2           | 0           | 4                     | 0                     | 6     | 0     |
| Sous-total            | Sous-total            | Sous-total            | 4           | 0           | 4                     | 0                     | 8     | 0     |
| 1995-1996             | SM Caen               | Division 2            | 38          | 0           | 4                     | 0                     | 42    | 0     |
| 1996-1997             | SM Caen               | Division 1            | 22          | 0           | 5                     | 0                     | 27    | 0     |
| 1997-1998             | SM Caen               | Division 2            | 29          | 1           | 5                     | 0                     | 34    | 1     |
| Sous-total            | Sous-total            | Sous-total            | 89          | 1           | 14                    | 0                     | 103   | 1     |
| 1998-1999             | Olympique lyonnais    | Division 1            | -           | -           | -                     | -                     | 0     | 0     |
| Sous-total            | Sous-total            | Sous-total            | 0           | 0           | 0                     | 0                     | 0     | 0     |
| Total sur la carrière | Total sur la carrière | Total sur la carrière | 236         | 1           | 27                    | 0                     | 263   | 1     |

## Palmarès
- ASPTT Marseille :
  - Champion de Provence en 1979
  - Vainqueur de la Coupe de Provence en 1979
- Paris Saint-Germain :
  - Championnat de France de football 1993-1994 : Vainqueur
  - Coupe de la Ligue française de football 1994-1995 : Vainqueur
- SM Caen :
  - Championnat de France de football D2 1995-1996 : Vainqueur